# Diascia (Scrophulariaceae)
Diascia é um género botânico pertencente à família Scrophulariaceae.